# Paraceliptera codo
Paraceliptera codo är en fjärilsart som beskrevs av Dyar 1912. Paraceliptera codo ingår i släktet Paraceliptera och familjen nattflyn. Inga underarter finns listade i Catalogue of Life.